# Powerback
Powerback ist ein Fachbegriff aus der Luftfahrt. Damit wird das Rückwärtsrollen eines Flugzeugs aus eigener Kraft durch Schubumkehr der Triebwerke bezeichnet. Eine schonendere – und die allgemein übliche – Methode ein Flugzeug zurückzusetzen, ist der Pushback, also das Zurückschieben des Flugzeugs auf den Rollweg durch ein spezielles Pushback-Fahrzeug.
Vorteile des Powerbacks waren in der Vergangenheit das Einsparen des Pushback-Fahrzeuges und die damit verbundenen geringeren Flughafengebühren für die Fluggesellschaften, wobei es besonders in den Vereinigten Staaten häufig genutzt wurde.
Heute sprechen jedoch viele Gründe gegen diese Form des Zurückrollens eines Flugzeuges:
- Durch die nötige höhere Triebwerksleistung im Stand und bei niedrigen Geschwindigkeiten ist die Gefahr von Triebwerksbeschädigungen durch eingesaugte Gegenstände (FOD) höher als bei einem normalen Pushback.
- Die höhere Triebwerksleistung verursacht eine höhere Lärmbelastung am Flughafen.
- Die freie Fläche, die für einen Powerback benötigt wird, um das Umherfliegen von Gegenständen durch Triebwerksschub zu verhindern, ist auf vielen Flughäfen nicht vorhanden.
- Die Nutzung des Umkehrschubes bei niedrigen Geschwindigkeiten verringert die Lebenserwartung des Triebwerks und verursacht erhöhte Kosten durch mehr Wartungsaufwand sowie einen größeren Treibstoffverbrauch.[3]

Im militärischen Lufttransport hingegen hat die Powerback-Fähigkeit einen deutlich höheren Stellenwert, da man von häufigeren Operationen auf improvisierten Flugfeldern ausgehen muss. So war dies z. B. einer der angeführten Gründe bei der Projektierung des Airbus-A400M für die Entscheidung für einen Turboprop-Antrieb.
In der zivilen Luftfahrt wurden im Jahr 2018 Möglichkeiten erprobt, Flugzeuge mittels Elektroantrieb des Bugrades rückwärts rollen zu lassen.